# Wyższa Szkoła Sztuk Pięknych w Bratysławie
Wyższa Szkoła Sztuk Pięknych w Bratysławie (słow. Vysoká škola výtvarných umení v Bratislave, ang. Academy of Fine Arts and Design in Bratislava; skrótowiec: VŠVU) – publiczna szkoła wyższa na Słowacji, założona 9 czerwca 1949 roku, z siedzibą w Bratysławie.